# Aeroportul Municipal Alliance
Aeroportul Municipal Alliance (IATA: AIA, ICAO: KAIA, FAA LID: AIA) este un aeroport din Nebraska, Statele Unite ale Americii ce deservește zona Alliance⁠(d). Aeroportul a fost tranzitat în 2019 de 6.130 de pasageri. A fost numit după zona deservită.
Situat la o altitudine de 1.198 m, aeroportul dispune de 3 piste.

## Infrastructură

### Piste
Aeroportul dispune de 3 piste: 
- pista 08/26 din asfalt, cu dimensiunile 6.190 picioare × 75 picioare
- pista 12/30 din asfalt, cu dimensiunile 9.203 picioare × 150 picioare
- pista 17/35 din asfalt, cu dimensiunile 6.311 picioare × 75 picioare